# Familia Saleziană
Familia Saleziană este compusă la bază din patru instituții create de Sf. Ioan Bosco, Salezienii lui Don Bosco, Fiicele Mariei Ajutorul Creștinilor, Cooperatorii Salezieni și Ex-elevii lui Don Bosco la care, în decursul timpului, au cerut apartenența alte institute religioase sau laice. Participarea la spiritul salezian și împărtășirea acelorași pasiuni și ocupații educative au fost criteriile de recunoaștere. 

Iată grupurile care fac parte din Familia Saleziană:
- Societatea Saleziană Sfântului Francisc de Sales - Salezienii lui Don Bosco (Società Salesiana di San Francesco di Sales - Salesiani di Don Bosco - SDB).
  - Fundator: Sf. Ioan BOSCO, Torino, 18 decembrie 1859
  - Apartenență la Familia Saleziană: Constituții SDB art. 5

- Institutul Ficelor Mariei Ajutorul Creștinilor (Istituto Figlie di Maria Ausiliatrice - FMA)
  - Fundator: Sf. Ioan BOSCO, Sf. Maria Domenica MAZZARELLO, Mornese, 5 august 1872
  - Apartenență la Familia Saleziană: Constituții SDB art. 5; Constituții FMA art. 3

- Asociația Cooperatorilor Salezieni (Associazione Cooperatori Salesiani - CC SS)
  - Fundator: Sf. Ioan BOSCO, Torino, 9 mai 1876
  - Apartenență la Familia Saleziană: Constituții SDB art. 5; Regulament VA CC art. 5

- Voluntare ale lui Don Bosco (Volontarie di Don Bosco - VDB)
  - Fundator: Fericitul Filippo RINALDI, SDB, Torino, 20 mai 1917
  - Apartenență la Familia Saleziană: Constituții SDB art. 5; Constituții VDB art. 7

- Confederația mondială a Ex-elevilor/elevelor a lui Don Bosco (Confederazione mondiale degli Exallievi/e di Don Bosco - EX.DB)
  - Fundator: Fericitul Filippo RINALDI SDB, Torino, 24 iunie 1870
  - Apartenență la Familia Saleziană: Constituții SDB art. 5; Statut art. 9

- Surorile Catehiste ale Mariei Imaculate Ajutorul creștinilor (Catechist Sisters Of Mary Immaculate And Help Of Christians - SMI)
  - Fundator: Mons. Louis La Ravoire MORROW, SDB, Krishnagar, 12 decembrie 1948
  - Apartenență la Familia Saleziană: 10 iunie 1992

- Fiicele Preasfintelor Inimi ale lui Isus și Mariei (Hijas de los Sagrados Corazones de Jesùs y Maria - HH SS CC)
  - Fundator: Fericitul Luigi VARIARA, SDB, Agua de Dios, 7 mai 1905
  - Apartenență la Familia Saleziană: 24 decembrie 1984

- Saleziene Oblate a Preasfintei Inimi a lui Isus (Salesiane Oblate del Sacro Cuore di Gesù - SOSC)
  - Fundator: Mons. Giuseppe COGNATA, SDB, Bova Marina, 8 decembrie 1933
  - Apartenență la Familia Saleziană: 24 decembrie 1983

- Apostolele Preasfintei Familii (Apostole della Sacra Famiglia - ASF)
  - Fundator: Card. Giuseppe GUARINO, Messina, 29 iunie 1889
  - Apartenență la Familia Saleziană: 24 decembrie 1983

- Surorile Carității din Miyazaki (Caritas Systers of Miyazaki - CSM)
  - Fundator: Don Antonio CAVOLI, SDB, Miyazaki, 15 august 1937
  - Apartenență la Familia Saleziană: 24 ianuarie 1986

- Surorile Misionare ale Mariei Ajutorul Creștinilor (Missionary Sisters of Mary Help of Christians - HSMHC)
  - Fundator: Mons. Stefano FERRANDO, SDB, Guwahati, 24 octombrie 1942
  - Apartenență la Familia Saleziană: 27 iunie 1986

- Ficele Dumnezeiescului Mântuitor (Hijas del Divino Salvador - HDS)
  - Fundator: Mons. Pedro A. APARICIO, SDB, San Vincente, 25 decembrie 1956
  - Apartenență la Familia Saleziană: 5 februarie 1987

- Surorile Servitoare al Inimii Imaculate a Mariei (Sisters Servants of the Immacolate Heart of Mary - SIHM)
  - Fundator: Mons.. Gaetano PASOTTI, SDB, Bang Nok Khuen, 7 decembrie 1937
  - Apartenență la Familia Saleziană: 6 februarie 1987

- Ex-elevii/e ai Ficelor Mariei Ajutorul Creștinilor (Exallieve/i delle Figlie di Maria Ausiliatrice - EX-FMA)
  - Fundator: Fericitul Filippo RINALDI, SDB, Torino, Martie 1908
  - Apartenență la Familia Saleziană: Constituții SDB art. 5; Confirmat Octombrie 1988

- Surorile lui Isus Adolescent (Irmas de Jesùs Adolescente - IJA)
  - Fundator: Mons.. Vicente PRIANTE, SDB, Campo Grande, 8 decembrie 1938
  - Apartenență la Familia Saleziană: 23 decembrie 1988

- Asociația Damelor Saleziene (Asociaciòn Damas Salesianas - ADS)
  - Fundator: Don Miguel GONZALES, SDB, Caracas, 13 mai 1968
  - Apartenență la Familia Saleziană: 29 decembrie 1988

- Asociația Mariei Ajutorul Creștinilor (Associazione di Maria Ausiliatrice - ADMA)
  - Fundator: Sf. Giovanni BOSCO, Torino, 18 aprilie 1869
  - Apartenență la Familia Saleziană: 5 iulie 1989

- Voluntari cu Don Bosco (Volontari Con Don Bosco - CDB)
  - Fundator: Don Egidio VIGANO’, SDB, 12 septembrie 1994
  - Apartenență la Familia Saleziană: Mai 1998

- Ficele Regalității Mariei Imaculate (Daughters of the Queenship of Mary - DQM)
  - Fundator: Don Carlo Della TORRE, SDB, Bangkok, 3 decembrie 1954
  - Apartenență la Familia Saleziană: 18 iulie 1996

- Martorii celui Înviat în 2000 (Testimoni del Risorto nel 2000 - TR2000)
  - Fundator: Don Sabino PALUMBIERI, SDB, Roma, 3 noiembrie 1984
  - Apartenență la Familia Saleziană: 25 martie 1999

- Congregația Sf. Mihail Arhanghelul: “Mihailiții” (Zgromadzenie Sw. Michaila Archaniola: “Michailici” - CSMA)
  - Fundator: Don Kazimierz TOMASZEWSKI, SDB, Polonia, 1921
  - Apartenență la Familia Saleziană: 24 ianuarie 2000

- Congregația Surorilor Învierii (Congregazione delle Suore della Resurrezione)
  - Fundator: P. Jorge Puthenpura, Guatemala, 15 septembrie 1977
  - Apartenență la Familia Saleziană: 16 iulie 2004 [Decr. 31 ianuarie 2006]

- Surorile cel anunță pe Domnul (Suore Annunciatrici del Signore)
  - Fundator: Mons. Ignazio Canazei la inspirația Mons. Luigi Versiglia, SDB, Shiu Chow (China), 30 mai 1931
  - Apartenență la Familia Saleziană: 2005